# Madame Bovary (film, 1991)
Pour les articles homonymes, voir Madame Bovary (homonymie).
Pour plus de détails, voir Fiche technique et Distribution.
Madame Bovary est un film français de Claude Chabrol sorti en 1991, inspiré du roman homonyme de Gustave Flaubert publié en 1857.

## Synopsis
1837. Au cours d’une visite chez l’un de ses patients, Charles Bovary, médecin de campagne normand, s’éprend d’Emma, fille du riche fermier Rouault. Deux mois plus tard, ce dernier, qui sait le docteur veuf et désireux de refaire sa vie, lui offre la main de la jeune femme.
Emma, qui rêvait d’une vie de luxe et de plaisirs, découvre alors la morne existence des épouses de notables. Et la naissance d’une petite fille, aussitôt mise en nourrice, n’y change rien. Pour tromper l’ennui, elle fréquente un jeune clerc de notaire, Léon Dupuis, et dépense des fortunes en étoffes et bijoux, accumulant les dettes auprès du sinistre Lheureux.
Son mari, pour lui complaire, abandonne Tostes pour Yonville, un bourg plus important  Là, elle à un amant, Rodolphe. Devant les exigences de sa maitresse, celui-ci la quitte. Après une longue période d'abattement, elle retrouve Léon Dupuis à Rouen, avec qui elle a une liaison et pour qui elle se ruine, elle et son mari. Les exigences de Lheureux la poussent au suicide : elle s'empoisonne à l'arsenic.

## Fiche technique
Sauf indication contraire, les informations mentionnées dans cette section peuvent être confirmées par la base de données cinématographiques Unifrance,  présente dans la section « Liens externes ».
- Titre original : Madame Bovary
- Réalisation : Claude Chabrol, assisté d'Alain Wermus
- Scénario : Claude Chabrol d’après le roman éponyme de Gustave Flaubert.
- Photographie : Jean Rabier
- Montage : Monique Fardoulis
- Son :  Jean-Bernard Thomasson , Maurice Gilbert
- Assistants au son :Philippe Richard , Marc-Antoine Beldent
- Décors : Michèle Abbé-Vannier et Jacques Mollon
- Costumes : Corinne Jorry
- Musique : Matthieu Chabrol
- Producteur : Marin Karmitz
- Sociétés de production : MK2 Productions, CED Productions et FR3 Cinéma
- Société de distribution : MK2 Diffusion
- Pays de production : France
- Langue de tournage : français
- Format : Couleurs — 1,66:1 — 35 mm — son mono
- Genre : drame psychologique
- Durée : 135 minutes
- Date de sortie :
  - France : 3 avril 1991
  - URSS : 13 juillet 1991
  - Allemagne : 3 octobre 1991

## Distribution
- François Périer : le narrateur (voix off)
- Isabelle Huppert : Emma Bovary
- Jean-François Balmer : Charles Bovary
- Christophe Malavoy : Rodolphe Boulanger
- Lucas Belvaux : Léon Dupuis
- Jean Yanne : M. Homais, le pharmacien
- Christiane Minazzoli : Mme Lefrançois, la veuve
- Jean-Louis Maury : Lheureux, le marchand de nouveautés
- Florent Gibassier : Hippolyte, le garçon d'écurie
- Jean-Claude Bouillaud : Rouault, le père d'Emma
- François Maistre : Lieuvain, le conseiller de préfecture
- Thomas Chabrol : le vicomte
- Henri Attal : Me Hareng
- Dominique Zardi : l’aveugle
- Yves Verhoeven : Justin
- Marie Mergey : la mère de Charles Bovary
- Pierre-François Dumeniaud : Hivert
- Louis-Do de Lencquesaing : Louis
- Jacques Dynam : l’abbé Bournisien
- Sabeline Campo : Félicité
- Dominique Clément : Mme Homais
- Étienne Draber : maître Guillaumin
- Christine Paolini : mère Rolet
- André Thorent : Dr Canivet
- Gilette Barbier : Nastasie

## Tournage
- Le film a été tourné à Choisel (château de Breteuil), Lyons-la-Forêt et Versailles, du 3 septembre au 23 novembre 1990.
- Quelques scènes ont été tournées à Rouen : place de la Rougemare, rue Saint-Amand, rue Saint-Romain et devant l'église Saint-Maclou.
- Une scène a été tournée à Sausseuzemare sur la commune de Flamets-Frétils.
- La scène de l'église avec le personnage de l'abbé Bournisien a été tournée sur la commune de Ry, municipalité qui s'enorgueillit (avec quelque audace) d'être la Yonville de Flaubert.

## Accueil

### Box office
Le film est le 22e film du box-office France 1991 avec 1 292 151 entrées et fait 163 269 entrées en Allemagne.

## Distinctions
- 1991 : Prix d'interprétation féminine pour Isabelle Huppert au Festival de Moscou
- 1992 : Nomination à l'Oscar des meilleurs costumes (Corinne Jorry)
- 1992 : Nomination au Golden Globe du meilleur film étranger